# سی2x
C2x نام غیررسمی ویرایش بعدی استاندارد زبان C (پس از C17) است. انتظار می‌رود در سال ۲۰۲۳ این نسخه از استاندارد، به‌طور کامل منتشر شود.

## سربرگ‌های جدید
- <stdbit.h>
- <stdckdint.h>

## ویژگی‌های جدید زبان
تغییرات ادغام‌شده در آخرین پیش‌نویس عبارتند از:
- پشتیبانی از ISO/IEC 60559:2020، نسخه فعلی استاندارد IEEE 754 برای محاسبات ممیز شناور، با محاسبات ممیز شناور باینری توسعه‌یافته و محاسبات ممیز شناور اعشاری (اختیاری)
- _Static_Assert تک‌آرگومانی
- اتریبیوت‌هایی (ویژگی) همانند C++11 و اتریبیوت‌های nodiscard ، maybe_unused ، deprecated و fallthrough و noreturn و reproducible و unsequenced
- memccpy, strdup, strndup – مشابه توابع موجود در اکستنشن‌های POSIX و SVID C
- نمایش عدد صحیح امضاشدهٔ مکمل دو الزامی شده است
- لیبل‌ها می‌توانند قبل از اعلان‌ها و در انتهای عبارات ترکیبی ظاهر شوند
- پارامترهای بی‌نام در تعاریف تابع[۴]
- ثابت‌های دودویی مانند 0b10101010 و مشخص‌کننده تبدیل %b برای خانواده printf
- پشتیبانی بهتر برای استفاده از const با آرایه‌ها[۵]
- نوع توابع عمومی برای انجام محاسبات اعداد صحیح بررسی‌شده (سرریز عدد صحیح)
- _BitInt(N) و unsigned _BitInt(N) برای اعداد صحیح bit-precise
- #elifdef و #elifndef
- جداکننده ارقام: 0xFF'FF'FF'FF
- استانداردسازی typeof(...) (typof)[۶]
- انواع Variably-modified (اما نه VLAها که متغیرهای خودکار تخصیص داده شده در پشته هستند) به یک ویژگی اجباری تبدیل می‌شوند.
- مقداردهی اولیه با {} (شامل مقداردهی اولیه VLAها)
- alignas, alignof, bool, true, false, static_assert, thread_local به کلمات کلیدی تبدیل می‌شوند[۷]
- true و false به کلمات کلیدی تبدیل می‌شوند (ممکن است به دلایل سازگاری، ماکروهای از پیش‌تعریف‌شده شوند)
- memset_explicit برای پاک‌کردن داده‌های حساس
- #embed برای گنجاندن منابع باینری
- #warning
- ثابت nullptr و نوع nullptr_t مرتبط[۸]
- پراگما جهت گرد کردن: STDC FENV_ROUND و STDC FENV_DEC_ROUND

## ویژگی‌های جدید کتابخانه
- توابع ریاضی ممیز شناور باینری توسعه‌یافته
- توابع ریاضی ممیز شناور اعشاری
- انواع -dN برای توابع ریاضی ممیز شناور موجود و جدید
  - quantizedN
  - samequantumdN
  - quantumdN
  - llquantexpdN
  - encodedecdN
  - decodedecdN
  - encodebindN
  - decodebindN
- توابع قالب بندی ممیز شناور
- پشتیبانی کتابخانه از UTF-8
  - آلیاس char8_t
  - mbrtoc8
  - c8rtomb
  - آلیاس atomic_char8_t
  - ماکرو آزمایشی ATOMIC_CHAR8_T_LOCK_FREE
- توابع POSIX
  - memccpy
  - strdup
  - strndup
  - gmtime_r
  - localtime_r
  - اکستنشن‌هایی برای strftime و wcsftime
- اکستنشن‌هایی برای خانواده‌های تابع fscanf و fprintf.
  - اصلاح‌کننده طول wN و wfN به ترتیب برای [u]intN_t و [u]int_fastN_t
  - اصلاح‌کننده‌های طول H, D و DD به ترتیب برای _Decimal32، _Decimal64 و _Decimal128
  - مشخص‌کننده تبدیل b برای انواع عدد صحیح بدون علامت
- timespec_getres
- ثابت‌های ماکرو برای عرض انواع اعداد صحیح
- ماکروهای محدود عددی اضافی برای انواع ممیز شناور
- ماکروهای تستِ نسخه:
  - __STDC_VERSION_FENV_H__
  - __STDC_VERSION_MATH_H__
  - __STDC_VERSION_STDINT_H__
  - __STDC_VERSION_STDLIB_H__
  - __STDC_VERSION_TGMATH_H__
  - __STDC_VERSION_TIME_H__
  - __STDC_VERSION_STDCKDINT_H__
  - __STDC_VERSION_STDBIT_H__

## پشتیبانی
کامپایلرهای GCC 9، Clang 9.0، و Pelles C 11.00 فلگ (پرچم) کامپایلر آزمایشی را برای پشتیبانی از این استاندارد پیاده‌سازی می‌کنند.

## ویژگی‌های منسوخ‌شده
برخی از ویژگی‌های قدیمی، یا حذف‌شده یا منسوخ شده‌اند.

### حذف‌شده
- حذف تعاریف تابع به شیوه K&R
- نمایش اعداد صحیح امضا شده به غیر از مکمل دو
- اجازه دادن به ثابت‌های کاراکتر با پیشوند u/U و لیترال‌های رشته‌ای که ممکن است UTF-16/32 نباشند
- سلسله لیترال‌های رشته گسترده مخلوط‌شده
- پشتیبانی از فراخوانی realloc با اندازه صفر (با رفتار تعریف‌نشده (UB) مواجه می‌شوید)
- __alignof_is_defined و __alignas_is_defined
- static_assert دیگر به عنوان یک ماکرو در <assert.h> ارائه نمی‌شود (به یک کلمه‌کلیدی تبدیل می‌شود)
- thread_local دیگر به عنوان یک ماکرو در

! reads.h |  ارائه نمی‌شود (به یک کلمه‌کلیدی تبدیل می‌شود)

### منسوخ‌شده
- <stdnoreturn.h>
- ماکروهای تست ویژگی قدیمی
  - __STDC_IEC_559__
  - __STDC_IEC_559_COMPLEX__
- _مشخص کننده تابع Noreturn_
- توکن اتریبیوت Noreturn_
- asctime
- ctime
- DECIMAL_DIG
- تعریف ماکروهای لیمیت عددی زیر در <math.h> (باید با <limits.h> استفاده شوند)
  - INFINITY
  - DEC_INFINITY
  - NAN
  - DEC_NAN
- __bool_true_false_are_defined